# قطعنامه ۲۵۷ شورای امنیت
قطعنامه ۲۵۷ شورای امنیت سازمان ملل متحد که در تاریخ ۱۱ سپتامبر ۱۹۶۸ تصویب شد، سندی بین‌المللی دربارهٔ پذیرش اعضای جدید سازمان ملل متحد: سوئیس است. این قطعنامه طی نشست ۱۴۵۰ام
با ۱۵ موافق،۰ مخالف و۰ ممتنع تصویب شد.